# Комуни Норвегії

Комуни Норвегії

Комуна (норв. kommune; множина норв. kommuner) — адміністративна одиниця другого і найнижчого рівня в Норвегії.
Норвегія поділяється на 18 фюльке та 356 комуни. Столиця Осло вважається і фюльке, і комуною одночасно.
Комуни представляють місцеве управління в Норвегії та відповідають за ряд завдань, таких як початкова освіта (до 10 класу), дитячі установи, планування районів та доріг, технічні послуги, амбулаторне лікування, безробіття тощо. Правоохоронні органи та церкви регулюються в Норвегії на національному рівні. 
Існує тенденція до злиття комун. 1930 року їх у державі було 747, на кінець 2018 року — 422. Після проведення адміністративної реформи їх стало 356.
Об'єднання комун має свої проблеми. Оскільки державний уряд надає комунам цільові субсидії на базі оцінки в потребі, через втрату локальної автономії стимул до об'єднання невисокий. Згідно з державною політикою комуни повинні об'єднуватися на добровільній основі, а політичні переваги цього наразі вивчаються.

## Мовна політика
Комуни можуть обрати собі одну з двох форм норвезької мови як офіційну або вважати обидві форми рівноправними (нейтральна стратегія). Наразі 160 комун вибрали букмол, 114 — нюношк, а 156 комун залишилися нейтральними у виборі форми мови.
Крім того, у восьми норвезьких комунах додатковою офіційною мовою є одна з саамських мов. У комуні Порсангер три офіційні мови — норвезька, північносаамська та квенський діалект фінської.